# Hillsboro (Illinois)
Hillsboro je grad u američkoj saveznoj državi Ilinois. Prema popisu stanovništva iz 2010. u njemu je živjelo 6.207 stanovnika.